# CANT 25
Il CANT 25 fu un idrocaccia monomotore biplano sviluppato dalla divisione aeronautica dell'azienda italiana Cantieri Riuniti dell'Adriatico (CRDA CANT) nei tardi anni venti.
Derivato dal 18ter, fu il modello di maggior successo prodotto dalla CANT.

## Storia del progetto
Con l'avvio alla costruzione degli incrociatori leggeri tipo Condottieri (suddivisi in cinque classi diverse) per la Regia Marina, nel 1927 il Ministero dell'aeronautica emise una specifica relativa alla fornitura di un velivolo catapultabile adatto sia a missioni di ricognizione che al combattimento aereo con cui equipaggiare le nuove unità navali. Al concorso risposero Cantiere Navale Triestino, con un'evoluzione dell'idrocaccia CANT 18ter rimasto allo stadio di prototipo, Fiat Aviazione, con una versione idro a scarponi del caccia terrestre Fiat C.R.20, Macchi, con l'M.41 a scafo, e SIAI-Marchetti.

## Tecnica
Presentava una configurazione a scafo centrale con l'abitacolo di pilotaggio aperto dotato di un parabrezza situato sulla parte anteriore. Le ali avevano una configurazione sesquiplana collegate tra loro da robusti montanti, con l'ala inferiore montata a sbalzo sullo scafo e dotata di due galleggianti equilibratori. Il motore, un Fiat A.20 12 cilindri a V da 410 CV (302 kW), era montato in configurazione spingente e collocato sui montanti centrali tra le due ali. la parte posteriore terminava in un piano di coda dall'impennaggio monoderiva e dagli stabilizzatori a semisbalzo.

## Impiego operativo
I CANT 25 erano imbarcati, tra l'altro, sugli incrociatori pesanti della classe Zara e sul Giuseppe Miraglia (nave) e nella Guerra d'Etiopia sul Taranto (esploratore).
Il 21 giugno 1936 arriva a Zula da Massaua la regia Giuseppe Miraglia nell'ambito della Guerra d'Etiopia. Viene costituita la 141ª Squadriglia idrovolanti AO con base a Zula (Massaua) sui CANT 25.
In seguito sostituito dagli IMAM Ro.43, i Cant. 25 vennero trasferiti all’88º Gruppo Autonomo Caccia all'Aeroporto di Vigna di Valle ed alle scuole di pilotaggio per idrovolanti come addestratore.

## Versioni
25M
versione ad ala smontabile, realizzata in 14 esemplari.
25A.R.
versione catapultabile ad ala ripiegabile, realizzata in 20 esemplari.

## Utilizzatori
Italia
- Regia Aeronautica